# Essenbæk Sogn
Essenbæk Sogn er et sogn i Randers Søndre Provsti (Århus Stift).
I 1800-tallet var Essenbæk Sogn anneks til Virring Sogn. Begge sogne hørte til Sønderhald Herred i Randers Amt. Essenbæk Sogn tilhørte Virring-Essenbæk Kommune fra 1842 til 1970. Kommunen blev ved kommunalreformen i 1970 indlemmet i Sønderhald Kommune. Den blev ved strukturreformen i 2007 delt mellem Norddjurs Kommune og Randers Kommune. Essenbæk Sogn kom til Randers Kommune.
I Essenbæk Sogn ligger Essenbæk Kirke, og det tidligere Essenbæk Kloster lå i udkanten af Assentoft.
I sognet findes følgende autoriserede stednavne:
- Assentoft (bebyggelse, ejerlav)
- Assentoft Mark (bebyggelse)
- Drastrup (bebyggelse, ejerlav)
- Drastrup Enge (areal)
- Drastrup Kær (bebyggelse)
- Gunnerup Mose (areal, bebyggelse)
- Klosteret (bebyggelse)
- Ladegårde (bebyggelse, ejerlav)
- Tammestrup (bebyggelse, ejerlav)
- Ørnebjerg (areal)